# Кунья Валле, Ренато да
Рена́то да Ку́нья Ва́лле (порт. Renato da Cunha Valle; 5 декабря 1944, Рио-де-Жанейро, Бразилия) — бразильский футболист, вратарь.

## Карьера

### Клубная
Ренато начал карьеру в клубе «Фламенго», дебютировав 19 декабря 1964 года в матче с «Сантосом»; игра завершилась со счётом 0:0. Однако более Ренато не мог играть: его место занимал голкипер Марсиал, пришедший во «Фламенго» в предыдущем году. Чтобы дать игровую практику талантливому вратарю, он был отдан в аренду, сначала в «Таубате», а затем в «Энтрерриэнсе». В 1967 году Ренато вернулся во «Фламенго». Там он выступал в роли второго вратаря, вплоть до 24 января 1968 года, когда он пропустил 5 голов в матче с «Гуарани».
В 1969 году Ренато перешёл в клуб «Уберландия». Там он отыграл 1 сезон, после чего был куплен клубом «Атлетико Минейро», заплатившим за трансфер голкипера 70 тыс. долларов. На переходе Ренато лично настаивал главный тренер «Атлетико», Теле Сантана. С «Атлетико» Ренато выиграл в первый год чемпионат штата Минас-Жерайс, а во второй победил в чемпионате Бразилии. Ренато оставался основным голкипером команды, вплоть до прихода в клуб уругвайского вратаря Ладислао Мазуркевича.
После этого Ренато вернулся во «Фламенго». С клубом он выиграл два чемпионата штата Рио-де-Жанейро, а также был вызван в состав сборной Бразилии. За национальную команду Ренато провёл два матча, он дебютировал в товарищеской игре со сборной Алжира 6 марта 1973 года, а через 10 дней провёл товарищеский матч с Австрией. В 1974 году Ренато поехал со сборной на чемпионат мира, но там он являлся только 3-м вратарём.
Позже Ренато играл во «Флуминенсе», клубе Баия и дубайском «Аль-Ахли». Затем Ренато завершил карьеру игрока и остался в ОАЭ, работая тренером вратарей. Также Ренато работал тренером вратарей в клубе «Васко да Гама» и сборной Бразилии, где помогал Себастьяну Лазарони. С 1988 по 1990 год Ренато работал тренером вратарей в сборной Саудовской Аравии, помогая Карлосу Алберто Паррейре.
После завершения тренерской карьеры, Ренато уехал в Уберландию. Там он, с 1998 по 2000 год, работал координатором фонда спортивных программ Frutel. Сейчас Ренато работает спортивным комментатором на Радио Культура Уберландии. Ренато женат; у него трое детей и трое внуков.

### В сборной
В сборной Бразилии Ренато дебютировал 3 июня 1973 года в товарищеском матче со сборной Алжира, завершившимся со счётом 2:0. В составе сборной Ренато принял участие в чемпионате мира 1974 года. Своё второе и последнее выступление за сборную Ренато провёл в товарищеском матче против сборной Австрии 13 июня 1973 года, тот матч завершился ничьей со счётом 1:1.
| № | Дата         | Соперник | Счёт | Голы | Турнир            |
| 1 | 3 июня 1973  | Алжир    | 2:0  | -    | Товарищеский матч |
| 2 | 13 июня 1973 | Австрия  | 1:1  | 1    | Товарищеский матч |

Итого: 2 матча / 1 пропущенный гол; 1 победа, 1 ничья.

## Достижения
«Фламенго»
- Финалист Кубка Бразилии: 1964
- Чемпион штата Рио-де-Жанейро (2): 1972, 1974
- Обладатель Кубка Гуанабара (2): 1972, 1973
- Финалист Кубка Гуанабара: 1968

«Атлетико Минейро»
- Чемпион Бразилии: 1971
- Чемпион штата Минас-Жерайс: 1970

«Флуминенсе»
- Чемпион штата Рио-де-Жанейро: 1976

«Баия»
- Чемпион штата Баия (3): 1979, 1981, 1982